# Piper makruense
Piper makruense är en pepparväxtart som beskrevs av C. Dc.. Piper makruense ingår i släktet Piper och familjen pepparväxter. Inga underarter finns listade i Catalogue of Life.